# Уэйлз, Ричард
Ричард «Расти» Дональд Уэйлз (англ. Richard "Rusty" Donald Wailes; 21 марта 1936, Сиэтл, Вашингтон — 11 октября 2002, Сиэтл, Вашингтон) — американский гребец, выступавший за сборную США по академической гребле во второй половине 1950-х годов. Двукратный олимпийский чемпион, чемпион Панамериканских игр, победитель и призёр регат национального значения. Также известен как преподаватель.

## Биография
Ричард Уэйлз родился 21 марта 1936 года в Сиэтле, штат Вашингтон.
Начал заниматься академической греблей осенью 1954 года во время учёбы в Йельском университете, состоял в местной гребной команде, неоднократно принимал участие в различных студенческих регатах, в том числе в 1957 и 1958 годах побеждал в традиционных регатах «Восточные спринты» и «Йель — Гарвард». Окончил университет в 1958 году и затем проходил подготовку в гребном клубе «Лейк-Вашингтон» в Сиэтле.
Первого серьёзного успеха в гребле на взрослом международном уровне добился в сезоне 1956 года, когда вошёл в основной состав американской национальной сборной и благодаря череде удачных выступлений удостоился права защищать честь страны на летних Олимпийских играх в Мельбурне. В составе экипажа-восьмёрки занял здесь первое место, тем самым завоевал золотую олимпийскую медаль.
После мельбурнской Олимпиады Уэйлз остался в составе гребной команды США на ещё один олимпийский цикл и продолжил принимать участие в крупнейших международных регатах. Так, в 1959 году он побывал на Панамериканских играх в Чикаго, откуда привёз награду золотого достоинства, выигранную в зачёте распашных безрульных четвёрок.
Находясь в числе лидеров американской национальной сборной, благополучно прошёл отбор на Олимпийские игры 1960 года в Риме. На сей раз стартовал в безрульных четвёрках, в финале вновь обошёл всех своих соперников и добавил в послужной список ещё одну золотую награду.
Впоследствии занимался педагогической деятельностью, стал одним из основателей образовательной организации Up with People.
Умер от сердечного приступа 11 октября 2002 года в возрасте 66 лет во время тренировки на озере Вашингтон.